# Каі Нобель
Каі Нобель (англ. Kai Nobel); нар. 7 травня 1968, Умео, Робертсфорс або Стокгольм, Швеція — колишня шведська акторка кіно для дорослих. Також використовувала псевдоніми Сенді Піч (Sandy Peach), Кайса-Лотта (Kajsa-Lotta), Мю Ронквіст (My Rönnqvist). Найбільш відома співпрацею зі студією Private.

## Життєпис
Наразі у загальному доступі відсутня достовірна інформація щодо приватного життя Каі Нобель. Ймовірно, усі відомі імена, надані у її відео, є псевдонімами. Після закінчення кар'єри в порно нічого невідомо про її подальшу долю. На шведському форумі Flashback точаться дискусії щодо особи Каі. 
Існує декілька теорій щодо біографії акторки:
- Її справжнє ім'я Анна Карін Олофссон (Anna Karin Olofsson), народилася у Робертсфорсі, жила у прийомній сім'ї.

- Народилася у Кнівсті (Knivsta), у 1970-1990 проживала у Олідхемі (Ålidhem), Умео зі своєю матір'ю.

- Дехто з ведучих дискусію стверджує, що Каі змінила ім'я та живе у Седерманланді.

Проте жодна з теорій не має достовірного фактологічного підґрунтя.

## Кар'єра
Першою відомою роботою для Каі стала Spermafesten 1 (зі шведської Вечірка сперми) у 1992 році. Зйомка відбувалася у секс-клубі Pier 59 (до закриття був розташований у Стокгольмі на вулиці Rådmansgatan, 59), в якості партнерів залучено відвідувачів клубу.  
Співпрацювала зі шведськими компаніями Grottan's Hemkörda,  Ls distribution та Aktuell Rapport. Згодом знялася у ряді фільмів компанії Private.
Останній відомий проект Svenska folkets sexvanor 9 для студії Aktuell Rapport за участі Каі було видано у 1996. Ця дата вважається закінченням кар'єри Каі Нобель, адже після неї нових фільмів або відео за її участі широкому загалу представлено не було. 
Компанія Private випустила три підбірки, у які ввійшли сцени з Каі Нобель: Best by Private 9: United Colors of Private (1998), Best by Private 20: Start Your Engines (2001), Private Lust Treasures 1 (2002).

## Ознаки
Має тату у вигляді квітки в правій нижній частині паху.

## Фільмографія
| Рік  | Назва                                       | Альтернативна Назва                                       | Дистриб'ютор       | У титрах     | Партнер(и) | Активність                                              |
| ---- | ------------------------------------------- | --------------------------------------------------------- | ------------------ | ------------ | --- | ------------------------------------------------------- |
| 1992 | Spermafesten 1                              |                                                           | Grottan's Hemkörda | Kajsa-Lotta  | | Анальний секс Еякуляція на обличчя                      |
| 1992 | Träningsälskarna                            |                                                           | Ls distribution    | Kajsa-Lotta  | Jan Hedin |                                                         |
| 1993 | Private Video Magazine 7                    |                                                           | Private            | Kai Nobel    | Rosanna Melendez Alberto Rey David Perry Frank Versace                                                                                       | Анальний секс Еякуляція на обличчя Подвійне проникнення |
| 1993 | Svenska Folkets Sexvanor 5                  |                                                           | Aktuell Rapport    | Lotta        | Stefan | Еякуляція на обличчя                                    |
| 1994 | Chateau de Passion                          |                                                           | Private            | Kai Nobel    | Ashley Davidson Rossella Gracen Nico Wagner Frank Gun Mike Foster Cindy More April Summer Angelika Starr Rene Bar                            | Анальний секс Еякуляція на обличчя Подвійне проникнення |
| 1994 | Euro-max 2: Cream 'n Eurosluts              |                                                           | Sin City           | Kai Nobel    | Tina Tyler | Еякуляція на обличчя                                    |
| 1994 | Forbidden Desires                           | Forbidden Desires - Like Mother, Like Daughter            | Private            | Kai Nobel    | Erica Piri Alberto Rey April Summer Draghixa Samantha Shamal Stacy Morgan David Perry Eric Weiss Frank Versace Mark Lukather                 | Анальний секс Еякуляція на обличчя Подвійне проникнення |
| 1994 | Money for Nothing                           | Money for Nothing Sex for Free Sex for Free Weapon Dealer | Private            | Kai Nobel    | Jean-Yves Le Castel Rasheen Karim-Koram Alberto Rey David Perry Frank Gun Rebecca Lord Gilly Sampson Sybille Zeyer Mark Lukather Scott Tracy | Анальний секс Еякуляція на обличчя Подвійне проникнення |
| 1994 | Private Video Magazine 9                    |                                                           | Private            | Kai Nobel    | Gilly Sampson David Perry Jean-Yves Le Castel Frank Gun Mike Foster                                                                          | Анальний секс Еякуляція на обличчя Подвійне проникнення |
| 1994 | Svenska folkets sexvanor 6                  | Anna & Friends 4                                          | Aktuell Rapport    | Kajsa-Lotta  | Sandra | Лесбійський секс                                        |
| 1994 | Kontskolan                                  | Svenska folkets sexfantasier - Del 2: Konstskolan         | Aktuell Rapport    | My Rönnqvist | Sandra |                                                         |
| 1994 | Electric Blue 46                            |                                                           | Electric Video     | Kajsa-Lotta  | | Легке порно                                             |
| 1995 | Private Video Magazine 18                   |                                                           | Private            | Kai Nobel    | Tina Tyler Jan Hedin | Анальний секс                                           |
| 1995 | Spermafesten 2                              |                                                           | Grottan's Hemkörda | Kajsa-Lotta  | |                                                         |
| 1995 | Svenska folkets sexvanor 7                  |                                                           | Aktuell Rapport    | Kajsa-Lotta  | Ola Thomas Per | Анальний секс Еякуляція на обличчя Подвійне проникнення |
| 1996 | Svenska folkets sexvanor 9                  |                                                           | Aktuell Rapport    | Kajsa-Lotta  | Jennie Jones | Еякуляція на обличчя                                    |
| 1998 | Best by Private 9: United Colors of Private |                                                           | Private            | Kai Nobel    | Rasheen Karim-Koram Jean-Yves Le Castel | Анальний секс                                           |
| 2001 | Best by Private 20: Start Your Engines      |                                                           | Private            | Kai Nobel    | |                                                         |
| 2002 | Private Lust Treasures 1                    |                                                           | Private            | Kai Nobel    | |                                                         |